# Liverpool F.C. 9–0 A.F.C. Bournemouth
Trong trận đấu thuộc vòng 4 Giải bóng đá Ngoại hạng Anh 2022–23 giữa hai câu lạc bộ Liverpool và Bournemouth trên sân vận động Anfield, Liverpool vào ngày 27 tháng 8 năm 2022, câu lạc bộ Liverpool đã giành chiến thắng với tỷ số 9-0. Chiến thắng này của Liverpool cùng với trận thắng 9-0 của câu lạc bộ Manchester United trước Ipswich Town vào năm 1995 và 2021 đã trở thành những trận thắng đậm nhất trong lịch sử Giải bóng đá Ngoại hạng Anh.
Trận đấu này cân bằng trận thắng đậm nhất của Liverpool tại giải đấu. Họ cũng đã từng giành chiến thắng với cùng tỷ số trước Crystal Palace vào mùa giải 1989–90. Đây cũng là trận thua đậm nhất của Bournemouth tại Giải bóng đá Ngoại hạng Anh. Huấn luyện viên của đội bóng, Scott Parker đã bị sa thải chỉ 3 ngày sau trận đấu đó.

## Bối cảnh
Bước vào vòng 4 Giải bóng đá Ngoại hạng Anh 2022–23, Liverpool, á quân mùa trước, đang chịu đựng một sự khởi đầu mùa giải tồi tệ nhất của họ tại Premier League dưới thời của huấn luyện viên Jürgen Klopp. Họ cầm hòa tân binh Fulham và Crystal Palace, trước khi để thua trước Manchester United ở trận derby Tây Bắc. Phía bên kia chiến tuyến, dù để thua trước Aston Villa trên sân nhà ở vòng đấu mở màn, Bournemouth, tân binh được thăng hạng từ EFL Championship, cũng đang trải qua một khởi đầu mùa giải tương tự với một trận thắng và hai trận thua.

## Trước trận đấu

### Đội hình
Liverpool thực hiện một thay đổi đối với đội hình xuất phát trong trận thua trước Manchester United; trung vệ người Brasil, Fabinho được thay thế cho James Milner. Trung vệ Virgil van Dijk và tiền vệ Jordan Henderson 
có ra sân lần thứ 200 và 400 tại Premier League.
Bournemouth có 3 sự thay đổi trong đội hình thua 3–0 trước Arsenal với Lewis Cook, Ryan Christie và Jaidon Anthony được xuất phát ngay từ đầu.

### Tri ân Olivia Pratt-Korbel
Ở phút thứ 9 của trận đấu, khi Liverpool đang dẫn trước 2–0, một phút vỗ tay bắt đầu để tri ân cô bé 9 tuổi Olivia Pratt-Korbel: một cô gái đến từ Liverpool người đã bị sát hại bởi một kẻ xâm phạm trong chính ngôi nhà của mình. Đây là trận đấu đầu tiên của Liverpool kể từ sau vụ nổ súng đó. Hai ngày trước, trong một cuộc họp báo, huấn luyện viên Klopp đã mô tả vụ giết người là "một thảm kịch" trước khi nói "Nếu chúng tôi có thể giúp, chúng tôi sẽ làm". Vào ngày diễn ra trận đấu, Klopp đã viết trong nhật ký của mình: "9 tuổi? Làm thế nào điều này có thể xảy ra? Làm thế nào là nó thậm chí có thể? Tôi không thể hiểu nó và càng nghĩ về nó, nó càng trở nên khó hiểu. Điều đó có thể xảy ra ở một thành phố đặc biệt như thành phố này, nơi mọi người luôn quan tâm đến nhau và sát cánh cùng nhau thậm chí còn ít ý nghĩa hơn. Tôi muốn chuyển sự đồng cảm của mọi người ở Liverpool tới gia đình của Olivia. Họ ở trong suy nghĩ và lời cầu nguyện của tôi."
Sau trận đấu, đội trưởng Jordan Henderson bên phía Liverpool đã cởi chiếc áo sơ mi của anh với một chiếc áo vest bên dưới có khẩu hiệu: "RIP Olivia YNWA". Anh đã đăng dòng trạng thái  "That was for Olivia" trên Twitter vào tối ngày hôm đó.

## Diễn biến

### Diễn biến thi đấu
Liverpool dẫn trước 2–0 trong 6 phút đầu tiên nhờ cú đánh đầu của Luis Díaz và nỗ lực tầm xa của Harvey Elliott, bàn thắng đầu tiên của anh tại Premier League. Các pha dứt điểm tiếp theo từ Trent Alexander-Arnold và Roberto Firmino nâng tỷ số lên 4–0, trước khi Virgil van Dijk đánh đầu từ quả phạt góc ngay trước khi hiệp một kết thúc.
Hậu vệ của Bournemouth, Chris Mepham phản lưới nhà trong vòng một phút sau khi hiệp hai bắt đầu, trước khi Firmino chọc khe ở bàn thắng thứ 7, trong quá trình đạt được 100 bàn thắng cho câu lạc bộ. Fábio Carvalho vô lê tạo ra bàn thắng đầu tiên của mình cho Liverpool trước khi Díaz đánh đầu ấn định tỷ số 9-0.

### Chi tiết
| Liverpool | 9–0      | Bournemouth |
| --- | -------- | ----------- |
| - Díaz 3', 85' - Elliott 6' - Alexander-Arnold 28' - Firmino 31', 62' - Van Dijk 45' - Mepham 46' (l.n.) - Carvalho 80' | Chi tiết |             |

| Liverpool | Bournemouth |

| GK               | 1  | Alisson                       |  |     |
| RB               | 66 | Trent Alexander-Arnold        |  | 83' |
| CB               | 2  | Joe Gomez                     |  |     |
| CB               | 4  | Virgil van Dijk               |  |     |
| LB               | 26 | Andrew Robertson              |  | 69' |
| CM               | 19 | Harvey Elliott                |  | 45' |
| CM               | 3  | Fabinho                       |  |     |
| CM               | 14 | Jordan Henderson (đội trưởng) |  | 70' |
| RF               | 11 | Mohamed Salah                 |  |     |
| CF               | 9  | Roberto Firmino               |  | 69' |
| LF               | 23 | Luis Díaz                     |  |     |
| Dự bị:           |    |                               |  |     |
| GK               | 13 | Adrián                        |  |     |
| GK               | 95 | Harvey Davies                 |  |     |
| DF               | 21 | Kostas Tsimikas               |  | 69' |
| DF               | 43 | Stefan Bajcetic               |  | 70' |
| DF               | 47 | Nat Phillips                  |  |     |
| DF               | 72 | Sepp van den Berg             |  |     |
| MF               | 7  | James Milner                  |  | 69' |
| MF               | 28 | Fábio Carvalho                |  | 45' |
| FW               | 42 | Bobby Clark                   |  | 83' |
| Huấn luyện viên: |    |                               |  |     |
| Jürgen Klopp     |    |                               |  |     |

| GK               | 1  | Mark Travers            |     |         |
| RB               | 15 | Adam Smith (đội trưởng) | 35' | 45'     |
| CB               | 6  | Chris Mepham            |     | 82'     |
| CB               | 25 | Marcos Senesi           |     |         |
| LB               | 33 | Jordan Zemura           |     |         |
| CM               | 4  | Lewis Cook              |     | 77'     |
| CM               | 8  | Jefferson Lerma         |     |         |
| RW               | 32 | Jaidon Anthony          |     |         |
| AM               | 10 | Ryan Christie           |     | 45'     |
| LW               | 16 | Marcus Tavernier        |     |         |
| CF               | 21 | Kieffer Moore           |     |         |
| Dự bị:           |    |                         |     |         |
| GK               | 13 | Neto                    |     |         |
| DF               | 17 | Jack Stacey             |     |         |
| DF               | 23 | James Hill              |     |         |
| DF               | 35 | Owen Bevan              |     | 82'     |
| MF               | 11 | Emiliano Marcondes      |     | 82'     |
| MF               | 22 | Ben Pearson             |     | 77' 82' |
| MF               | 29 | Philip Billing          |     | 45'     |
| FW               | 9  | Dominic Solanke         |     | 45'     |
| FW               | 38 | Christian Saydee        |     |         |
| Huấn luyện viên: |    |                         |     |         |
| Scott Parker     |    |                         |     |         |

| Trợ lý trọng tài: Marc Perry (Berks & Bucks) James Mainwaring (Lancashire) Trọng tài thứ tư: Matt Donohue (Manchester) Trợ lý trọng tài video: Craig Pawson (Sheffield & Hallamshire) Trợ lý trọng tài video: Timothy Wood (Gloucestershire) | Luật thi đấu - 90 phút - Không hiệp phụ hay đá luân lưu - 7 cầu thủ trên băng ghế dự bị - Tối đa 5 quyền thay người |

### Thống kê
| Thống kê           | Liverpool | Bournemouth |
| ------------------ | --------- | ----------- |
| Bàn thắng          | 9         | 0           |
| Số cú sút          | 19        | 5           |
| Sút trúng đích     | 12        | 2           |
| Số lần chạm bóng   | 849       | 455         |
| Số lần chuyền bóng | 681       | 303         |
| Phạm lỗi           | 12        | 20          |
| Giải nguy          | 3         | 17          |
| Kiểm soát bóng     | 69.4%     | 30.6%       |
| Phạt góc           | 8         | 1           |
| Việt vị            | 3         | 0           |
| Thẻ vàng           | 0         | 1           |
| Thẻ đỏ             | 0         | 0           |

## Sau trận đấu
Sau trận đấu, huấn luyện viên Scott Parker của Bournemouth nói rằng ông "không hề ngạc nhiên" trước kết quả này, nói rằng đội "được trang bị kém". Sau đó, ông bị câu lạc bộ sa thải vào ngày 30 tháng 8, với chủ sở hữu Maxim Demin với lý do cần "... [sự liên kết] vô điều kiện trong chiến lược của chúng tôi để điều hành câu lạc bộ bền vững", điều này được hiểu là phản ứng trước những nhận xét của Parker. Parker được thay thế Gary O'Neil cùng ngày; trên cơ sở tạm quyền, sau đó được bổ nhiệm vào ghế huấn luyện viên trưởng của đội bóng vào ngày 27 tháng 11.
Hai đội gặp lại nhau vào ngày 11 tháng 3 năm 2023 trên Sân vận động Vitality, nhưng lần này Bournemouth đánh bại Liverpool với tỷ số tối thiểu 1–0 nhờ bàn thắng duy nhất trong hiệp 1 của Philip Billing và pha đá hỏng phạt đền trong hiệp 2 của Mohamed Salah. Kết quả này được coi như là một cú sốc, đưa ra kết quả trước đó và phong độ của 2 đội - Liverpool đã bất bại trong 5 trận gần nhất, sau trận thắng lịch sử 7–0 trước Manchester United, trong khi Bournemouth bước vào vòng đấu với vị trí cuối bảng.